# Vyrus

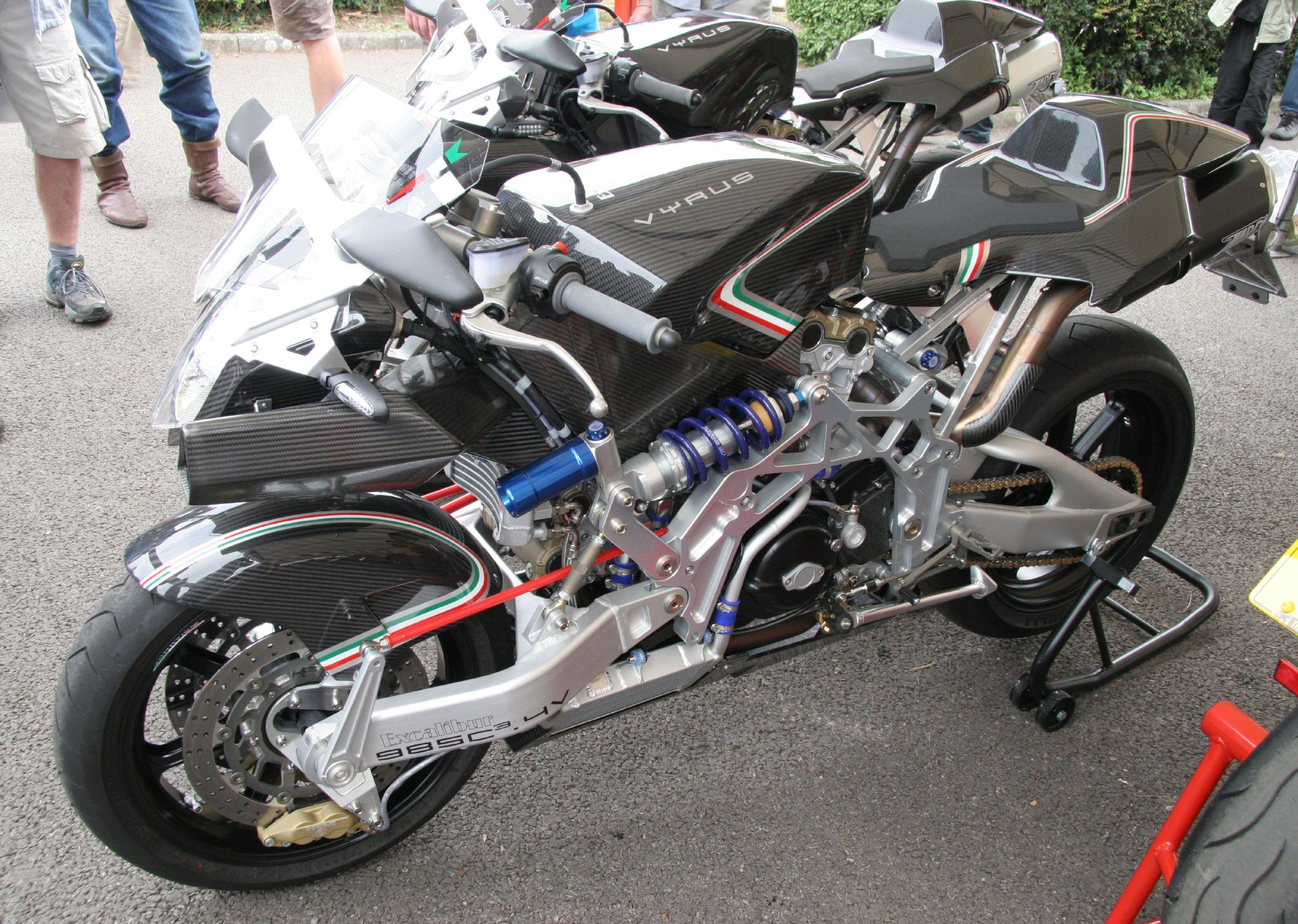
Une Vyrus 985.

Vyrus est un constructeur italien de motos.
Le fondateur de Vyrus, Ascanio Rodorigo, fonde ARP en 2002. Il produit ensuite sa propre moto, la Vyrus, qui donnera son nom à son entreprise.
La société innove en proposant des machines dépourvues d'une suspension avant classique par fourche télescopique, mais utilisant un bras oscillant, sur le modèle de la Bimota Tesi.

## Production
| Modèle    | Moteur de                | Nb. d'ex. produits | Années de production |
| --------- | ------------------------ | ------------------ | -------------------- |
| 984 C³ 2V | Ducati 1000 Monster      | 100                | 2002 à 2009          |
| 985 C³ 4V | Ducati 999 R             | 25                 | 2004 à 2008          |
| 986 M2    | Honda CBR600RR Fireblade |                    | 2011                 |
| 987 C³ 4V | Ducati 1198              |                    | 2010                 |
| 988 Alyen | Ducati 1299 Panigale     | 20                 | 2020                 |
| RVC 2V08  | Ducati 944 ST2           | 1                  | 2008                 |